# Ürményiné Baneth Ibi
Ürményiné Baneth Ibi (Szeged, 1896. június 14. – Nagyszentmiklós, 1952. december 5.)  költő, novellista, zeneszerző.

## Életpályája
Középiskolai tanulmányait szülővárosában végezte. 1917-ben férjhez ment, és Nagyszentmiklóson telepedett le. Verseit, novelláit főleg az Aradi Közlöny, a Temesvári Hírlap és a Déli Hírlap közölte.

## Munkássága
Verseken és novellákon kívül, dalszövegeket is írt, amelyekhez zenét is szerzett. A korabeli közönség különösen sanzonjait kedvelte. Miss Monte Carlo című operettjét 1927-ben mutatták be Aradon, majd játszották Kolozsváron, Temesváron és több magyarországi színházban. Írt egy másik operettet is, Szakíts velem címmel, ez azonban szerényebb sikert aratott.

### Operettjei
- Miss Monte Carlo
- Szakíts velem